# Quartzito

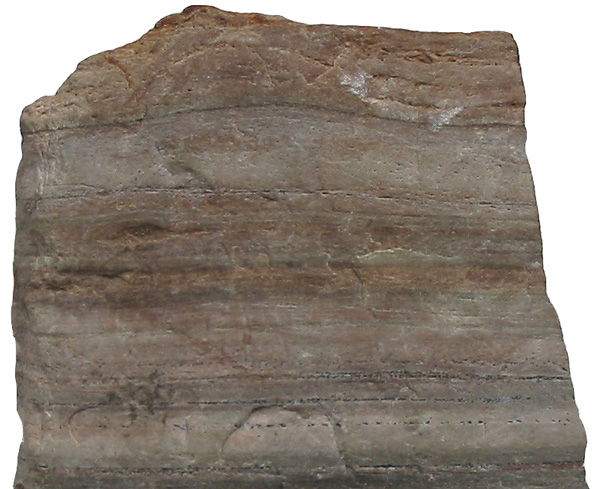
O Quartzito pode apresentar foliação em alguns casos.

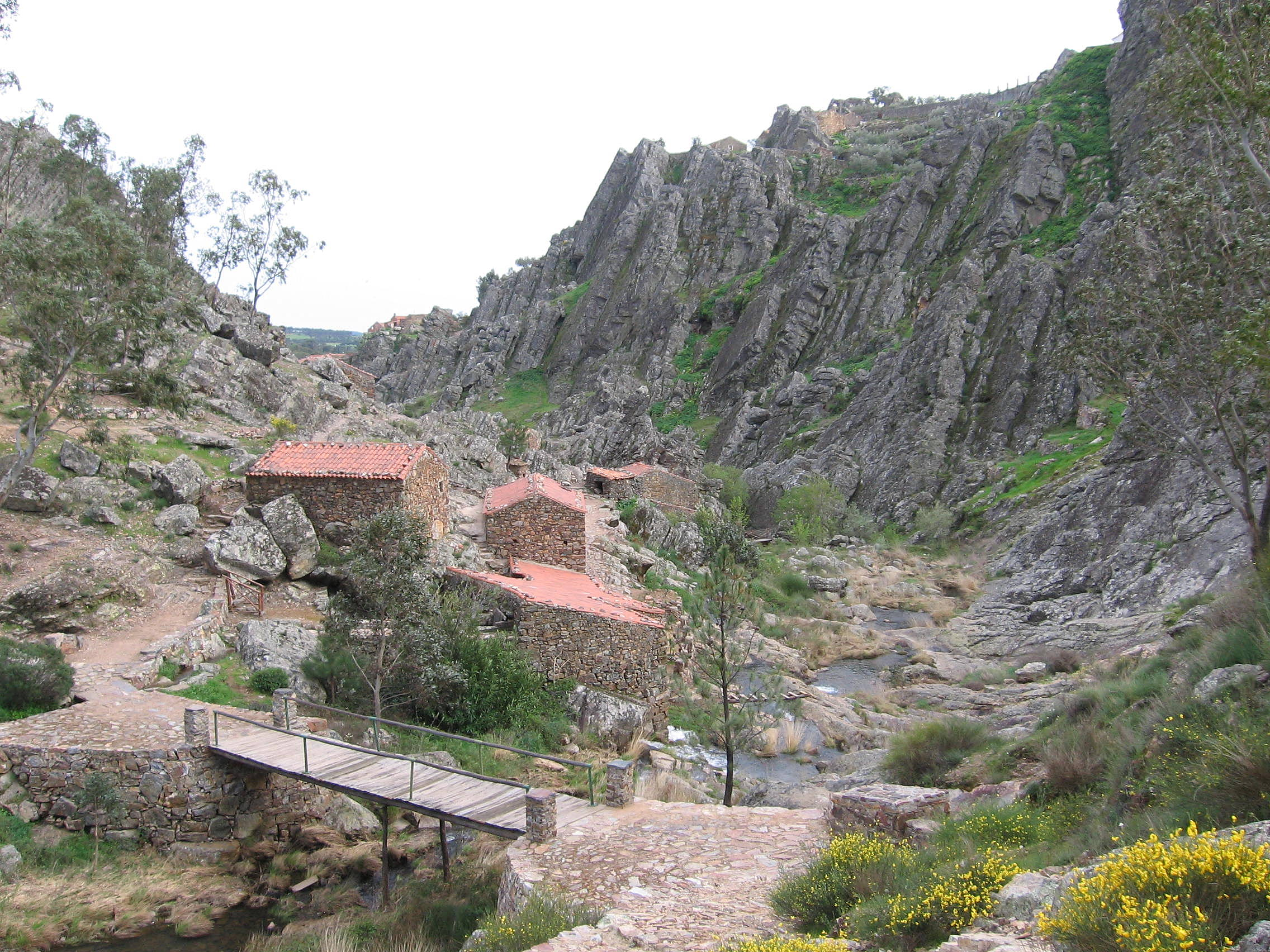
Vale do rio Pônsul atravessando maciço quartzítico.

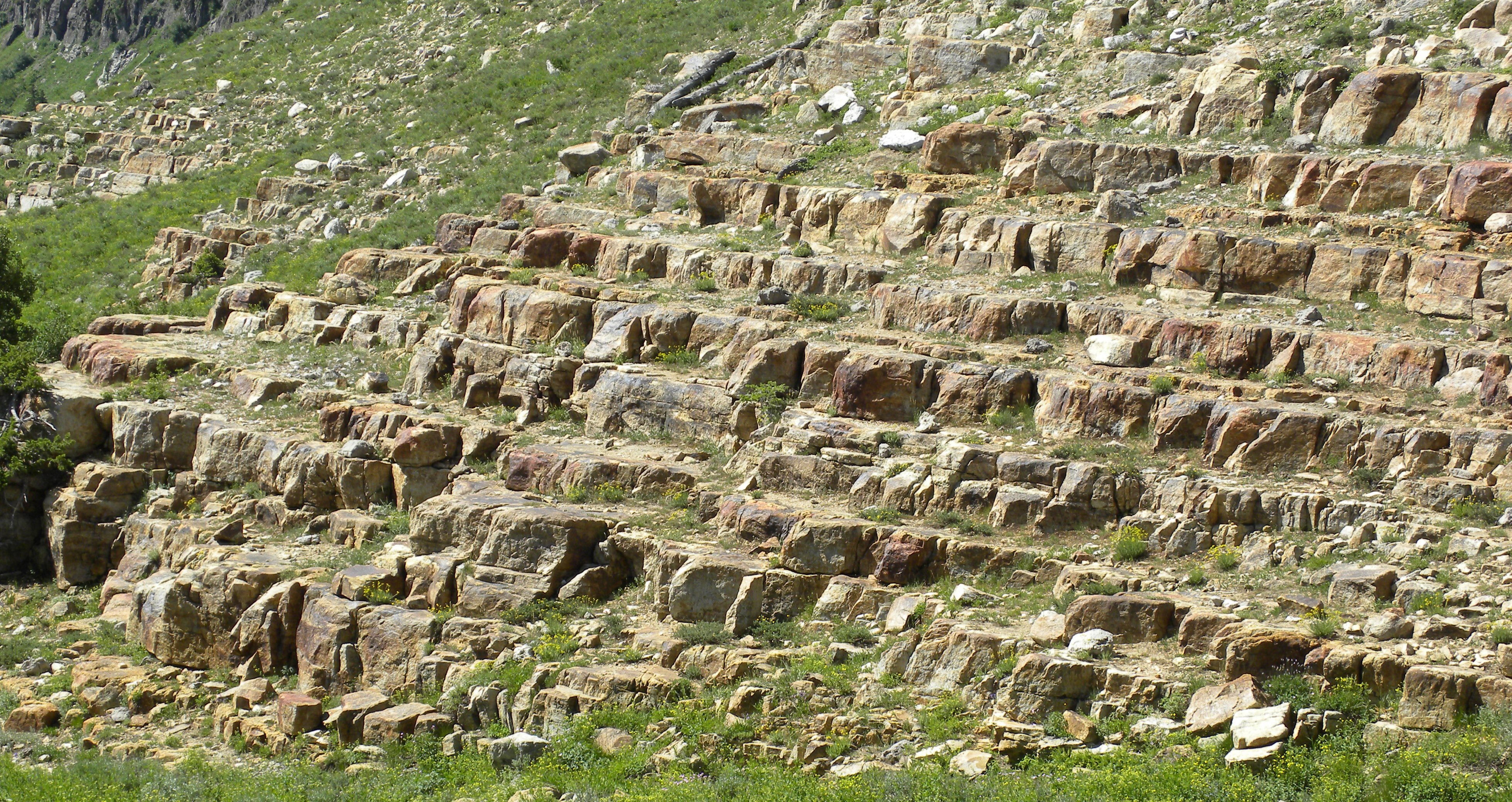
Quartzito.

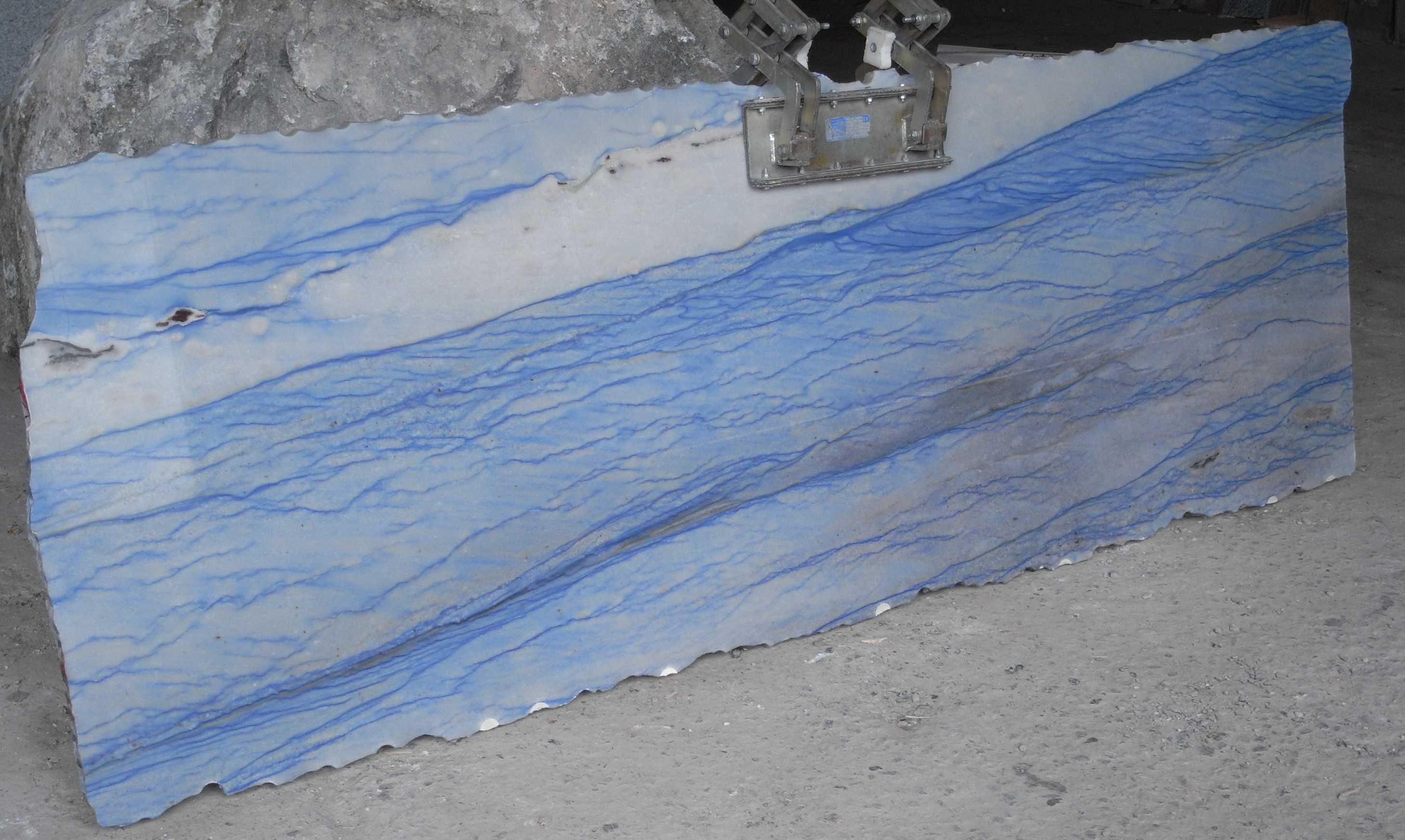
Quartzito Azul do Macaúbas.

O quartzito é uma rocha metamórfica cujo componente principal é o quartzo (mais de 75% como ordem de grandeza). Outros constituintes são moscovita, biotita, sericita, turmalina, dumortierita.
Um quartzito pode ter como, protólito arenitos quartzosos porém (origem mais comum), tufos e riolitos silicosos e chert silicoso. Bolsões (pods) ou veios de quartzo, normalmente os produtos de segregação metamórfica, são muitas vezes retrabalhados por cataclase e metamorfismo dando origem a quartzitos semelhantes aos de origem sedimentar.

## Composição química
Siliciosa.
magnésio (90%)
SIMA.

## Estrutura
Maciça e não foliada, podendo haver foliação devido a presença de mica (Biotite e moscovite).

## Texturas
Granoblástica a granolepidoblástica.

## Aplicações e utilizações
Rocha fonte de materiais para tijolos e refratários de sílica, usada na siderurgia e para o preparo do leito de fusão dos altos-fornos, rocha ornamental utilizada de diferentes maneiras (rústica, talhada, polida, etc).